# Богоявлення (Дальнеконстантиновський район)
Богоявлення (рос. Богоявление) — село в Дальнеконстантиновському районі Нижньогородської області Російської Федерації.
Населення становить 944 особи. Входить до складу муніципального утворення Богоявленська сільрада.

## Історія
Від 2009 року входить до складу муніципального утворення Богоявленська сільрада.

## Населення
| 2002 | 2010 |
| ---- | ---- |
| 1023 | ↘944 |